# París-Tours 2001
La París-Tours 2001 fue la 95.ª edición de la clásica París-Tours. Se disputó el 7 de octubre de 2001 y el vencedor final fue el francés Richard Virenque del equipo Domo-Farm Frites.
Fue la novena cursa de la Copa del Mundo de ciclismo de 2001.

## Clasificación general
|    | Ciclista              | Equipo                       | Tiempo     |
| -- | --------------------- | ---------------------------- | ---------- |
| 1  | Richard Virenque      | Domo-Farm Frites             | 6h 58' 32" |
| 2  | Óscar Freire          | Mapei-Quick Step             | + 2"       |
| 3  | Erik Zabel            | Team Deutsche Telekom        | m. t.      |
| 4  | Thor Hushovd          | Crédit Agricole              | m. t.      |
| 5  | Andrej Hauptman       | Tacconi Sport-Vini Caldirola | m. t.      |
| 6  | Permaneces Vainsteins | Domo-Farm Frites             | m. t.      |
| 7  | Alessandro Petacchi   | Fassa Bortolo                | m. t.      |
| 8  | Jaan Kirsipuu         | AG2R Prévoyance              | m. t.      |
| 9  | Nico Eeckhout         | Lotto-Adecco                 | m. t.      |
| 10 | Zbigniew Spruch       | Lampre-Daikin                | m. t.      |